# Kolialamm
Kolialamm är en sjö i Ljusdals kommun i Hälsingland och ingår i Dalälvens huvudavrinningsområde. Sjön har en area på 0,0538 kvadratkilometer och ligger 542,7 meter över havet. Kolialamm ligger i Stora Sundsjöberget Natura 2000-område.

## Delavrinningsområde
Kolialamm ingår i det delavrinningsområde (683650-144190) som SMHI kallar för Utloppet av Sundsjön. Medelhöjden är 528 meter över havet och ytan är 6,87 kvadratkilometer. Räknas de 10 avrinningsområdena uppströms in blir den ackumulerade arean 49,27 kvadratkilometer. Sandsjöån (Sundsjöån) som avvattnar avrinningsområdet har biflödesordning 3, vilket innebär att vattnet flödar genom totalt 3 vattendrag innan det når havet efter 437 kilometer. Avrinningsområdet består mestadels av skog (60 procent). Avrinningsområdet har 0,86 kvadratkilometer vattenytor vilket ger det en sjöprocent på 12,5 procent.